# クリテリウム・アンテルナシオナル
クリテリウム・アンテルナシオナル（仏: Critérium International）は、フランスで3月に行われていた自転車ロードレース。2日間のステージレースである。UCIヨーロッパツアー 2.HCに格付けされており、このあとに続くクラシックレースやグランツールの戦いを占う意味合いのあるレースとして長年親しまれており、例年錚々たる顔ぶれが揃うことが多い。
1932年に創設され、1978年まではフランス国籍選手のみの出場に限られていた。歴代優勝選手には、自転車ロードレース史上に残る名選手の名前が並んでいる。
2016年11月18日、主催者であるアモリ・スポル・オルガニザシオンは翌年以降、レースを開催しないことを発表した。

## 歴代優勝選手
| 年   | 優勝者                           |
| ---- | -------------------------------- |
| 2016 | ティボー・ピノ (FRA)             |
| 2015 | ジャン＝クリストフ・ペロー (FRA) |
| 2014 | ジャン＝クリストフ・ペロー (FRA) |
| 2013 | クリス・フルーム (GBR)           |
| 2012 | カデル・エヴァンス (AUS)         |
| 2011 | フランク・シュレク (LUX)         |
| 2010 | ピエリック・フェドリゴ (FRA)     |
| 2009 | イェンス・フォイクト (GER)       |
| 2008 | イェンス・フォイクト (GER)       |
| 2007 | イェンス・フォイクト (GER)       |
| 2006 | イヴァン・バッソ (ITA)           |
| 2005 | ボビー・ジュリック (USA)         |
| 2004 | イェンス・フォイクト             |
| 2003 | ローラン・ブロシャール           |
| 2002 | ホセ・マルティス                 |
| 2001 | リック・フェルブルッヘ           |
| 2000 | アブラハム・オラーノ             |
| 1999 | イェンス・フォイクト             |
| 1998 | ボビー・ジュリック               |
| 1997 | マルセリーノ・ガルギア           |
| 1996 | クリス・ボードマン               |
| 1995 | ローラン・ジャラベール           |
| 1994 | ジョルジオ・フルラン             |
| 1993 | エリック・ブロイキンク           |
| 1992 | ジャンフランソワ・ベルナール     |
| 1991 | ステファン・ロッシュ             |
| 1990 | ローラン・フィニョン             |
| 1989 | ミゲル・インドゥライン           |
| 1988 | エリック・ブロイキンク           |
| 1987 | ショーン・ケリー                 |
| 1986 | ウルス・ツィンマーマン           |
| 1985 | ステファン・ロッシュ             |
| 1984 | ショーン・ケリー                 |
| 1983 | ショーン・ケリー                 |
| 1982 | ローラン・フィニョン             |
| 1981 | ベルナール・イノー               |
| 1980 | ミシェル・ローラン               |
| 1979 | ヨープ・ズートメルク             |
| 1978 | ベルナール・イノー               |
| 1977 | ジャン・シャッサン               |
| 1976 | パトリック・ベオン               |
| 1975 | ジャック・エスクラッサン         |
| 1974 | ベルナール・テブネ               |
| 1973 | ジャンピエール・ダンギローム     |
| 1972 | レイモン・プリドール             |
| 1971 | レイモン・プリドール             |
| 1970 | ジョルジュ・シャッペ             |

| 年   | 優勝者                            |
| ---- | --------------------------------- |
| 1969 | ジルベール・ベローヌ              |
| 1968 | レイモン・プリドール              |
| 1967 | ジャック・アンクティル            |
| 1966 | レイモン・プリドール              |
| 1965 | ジャック・アンクティル            |
| 1964 | レイモン・プリドール              |
| 1963 | ジャック・アンクティル            |
| 1962 | ジョセフ・グロザール              |
| 1961 | ジャック・アンクティル            |
| 1960 | ジャン・グラッチ                  |
| 1959 | アンドレ・ダリガード              |
| 1958 | ロジェ・アッセンフォルデール      |
| 1957 | ジャン・フォレスティエ            |
| 1956 | ロジェ・アッセンフォルデール      |
| 1955 | レネ・プリヴァ                    |
| 1954 | ロジェ・アッセンフォルデール      |
| 1953 | ロベール・デバッツ                |
| 1952 | ルイゾン・ボベ                    |
| 1951 | ルイゾン・ボベ                    |
| 1950 | ピエール・バルボタン              |
| 1949 | エミール・イディー                |
| 1948 | キャミル・ダンギローム            |
| 1947 | エミール・イディー                |
| 1946 | クレベール・ピオ                  |
| 1945 | ジョー・グトーブ                  |
| 1944 | ロジェ・ピエ                      |
| 1943 | エミール・イディー ルイ・ゴティエ |
| 1942 | エミール・イデ エミール・ベルトコ |
| 1941 | イヴァン・マリー ブノワ・フォレ   |
| 1940 | エミール・イディー                |
| 1939 | アンドレ・デフォルジュ            |
| 1938 | ピエール・ジャミネ                |
| 1937 | ロジェ・ラペビー レネ・ルグレーヴ |
| 1936 | ポール・ショッケ                  |
| 1935 | レネ・ラ・グレーヴ                |
| 1934 | ロジェ・ラペビー                  |
| 1933 | アンドレ・ルドゥック              |
| 1932 | レオン・ルキャルヴェ              |